# 学校法人大志学園
学校法人大志学園（がっこうほうじんたいしがくえん）とは、東京都にある学校法人で、武蔵野学芸専門学校の設置者。第二次世界大戦以前に存在した財団法人「協調会」の後身団体にあたる。

## 沿革
協調会時代の沿革については、当該項目も参照のこと。

### 前史（協調会時代）
- 1919年 - 渋沢栄一らを発起人として財団法人協調会設立。

米騒動後の労働問題に対処するために、社会問題の解決・調査・研究、労資紛争の防止・調停などを事業とした。
- 1920年 - 「事業主及労務者の修養」を目的に社会政策講習所設立。
- 1921年 - 東京高等工業学校（現・東京工業大学）より附属工業補習学校の移管を受け、蔵前工業専修学校と改称。
- 1922年 - 付属機関として産業能率研究所を設置。
- 1923年 - 社会政策講習所を社会政策学院と改称。
- 1925年 - 産業能率研究所を日本産業能率研究所として分離・独立（現在の学校法人産業能率大学）。
- 1926年 - 蔵前工業専修学校は東京工業専修学校と改称。
- 1940年 - 東京工業専修学校は東京高等工学院と改称。
- 1941年 - 東京高等工学院の初等部・中等部を分離し城南工業学校設立。
- 1946年 - 城南工業学校廃止。財団法人協調会はGHQの指示により自主解散。

米軍によって日吉校舎を接収された慶應義塾大学の文学部予科、経済学部予科、法学部予科（1年のみ）が東京高等工学院校舎を借用（三ノ橋仮校舎）。

### 中央労働学園

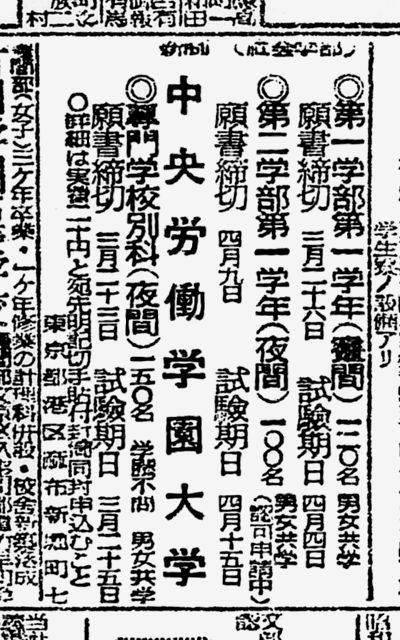
中央労働学園大学の学生募集広告（『朝日新聞』 1949年3月19日付2面）

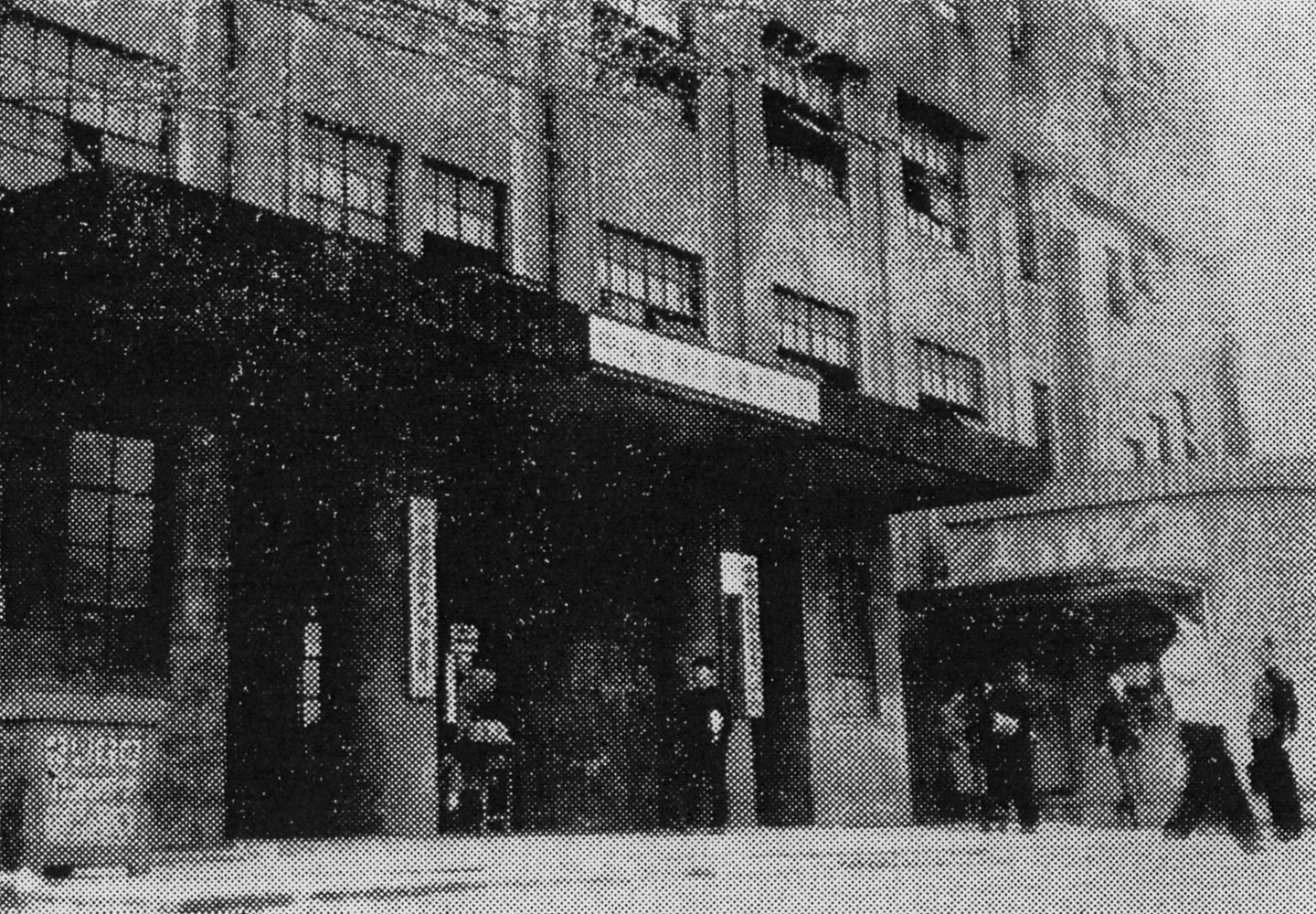
三ノ橋の中央労働学園校舎

- 三ノ橋の中央労働学園校舎1946年 - 協調会の資産を継承して社会労働問題に関する啓蒙・教育と調査研究を行う中央労働学園創立。協調会から東京高等工学院の移管を受ける。
- 1947年 - 社会政策学院を改編し中央労働学園専門学校（旧制専門学校）設立。

本科の他、1年制の別科があった。
- 1948年

慶應義塾第一・第二高等学校が中央労働学園校舎（三ノ橋仮校舎）で授業開始。
- 1949年 - 学制改革により、（旧制）中央労働学園専門学校本科は4年制の大学に昇格、中央労働学園大学となり、社会学部を設置[3][4]。別科は中央労働学園大学付属労働学院と校名を変更する。

慶應義塾高等学校（第一・第二高校が合併）が三ノ橋仮校舎から日吉校舎に移転。
- 1951年 - 東京高等工学院は東京工業大学に移管、東京工業大学附属工業高等学校専攻科（のちの東京工業大学附属科学技術高等学校専攻科）となる。中央労働学園大学は法政大学に併合される。中央労働学園大学付属労働学院は中央労働学院と改称し各種学校となる。
- 1952年 - 法政大学社会学部発足（中央労働学園大学社会学部を継承）。
- 1981年 - 中央労働学院は校名を東京文科アカデミーと改称
- 1987年 - 東京文科アカデミーを廃校。武蔵野外語専門学校を設立。

### 大志学園
- 2015年 - 運営法人を学校法人大志学園に変更[6]。武蔵野学芸専門学校に校名変更。